# 張俊才
張俊才（1966年3月31日—）是世界上最高的人之一，身高至少有（7英尺11英寸）2.42米。

## 簡介
他來自中國陝西省。他於2004年11月23日被證實為中國最高的人：2.42米（7英尺11英寸）。他身高比鮑喜順高6厘米（2.4英寸）高度，10厘米（3.9英寸）。